# Haruka Ten'ō
Haruka Ten'ō  (天王 はるか Ten'ō Haruka?, a veces conocida como "Timmy"), alias Sailor Uranus (セーラーウラヌス Sērā Uranusu?), es un personaje ficticio de la serie de anime y manga Sailor Moon. Este personaje es presentado por primera vez en el tercer arco argumental del manga original (conocido por el nombre de Infinito), así como también en la temporada de Sailor Moon S de la versión animada de los años 1990 y en la temporada 3 de Sailor Moon Crystal. Dentro del grupo de Sailor Senshi del Sistema Solar, Sailor Uranus pertenece al equipo de las Sailor Senshi del Sistema Solar Externo; que se ocupan de proteger al Reino de la Luna y Milenio de Plata desde tiempos antiguos. 
Ambos nombres por los que se la conoce, Haruka Ten'ō y Sailor Uranus, han sido modificados en numerosas traducciones que se realizaron al inglés y al español. El nombre japonés original de Haruka Ten'ō, por ejemplo, fue traducido al inglés como Amara Tenoh y en algunas versiones al español como Timmy Teio; mientras que el nombre de Sailor Uranus fue a veces traducido como Sailor Urano o Guerrero Urano.
Haruka Ten'ō es la reencarnación de Sailor Uranus, una guerrera del tipo Sailor Senshi que provenía del planeta Urano y protegía un reino llamado el Milenio de Plata en su vida pasada. Cuando Haruka recupera la memoria de esa vida anterior, ella vuelve a tener los poderes sobrenaturales que tenía como Sailor Uranus. A partir de entonces ella vuelve a adoptar la identidad y apariencia de Sailor Uranus cada vez que debe combatir el mal junto con Sailor Neptune, y más tarde, también junto a Sailor Moon y sus amigas.

## Perfil
Haruka Ten'ō es una joven que puede transformarse en Sailor Uranus, una guerrera cuyos poderes poseen grandes afinidades con los elementos del aire y  el firmamento. Naoko Takeuchi, su creadora, ha descrito a Sailor Uranus como la "Guerrera del Cielo"; quien puede manipular el viento y la luz La protagonista de la serie, Usagi Tsukino, conoce a este personaje primero como Haruka Ten'ō y luego en su identidad alterna como Sailor Uranus; sin enterarse de que Haruka y Sailor Uranus son la misma persona hasta mucho más tarde. 
Cuando se la introduce en la historia, Haruka es una estudiante del décimo grado, el primer año de la escuela secundaria según el sistema de educación japonés. Es compañera de escuela de Michiru Kaiō, con la que sostiene una relación muy íntima. 
| Datos extra sobre Haruka |                          |
| Nombre real (japonés)    | Haruka Ten'ō             |
| Nombre español           | Timmy Teio               |
| Nombre latinoamericano   | Haruka Ten'ō             |
| Nombre estadounidense    | Amara Tenoh              |
| Fecha de nacimiento      | 27 de enero              |
| Horóscopo                | Acuario                  |
| Tipo de sangre           | B                        |
| Color favorito           | Dorado y Azul            |
| Comida favorita          | Ensalada                 |
| Comida que odia          | Natto                    |
| Pasatiempo               | Conducir vehículos       |
| Materia favorita         | Educación física         |
| Materia que odia         | Japonés moderno          |
| Habilidad especial       | Correr carreras de autos |
| Le teme a                | Confesarse               |
| Sueño por cumplir        | Ser corredora de autos   |

Por otra parte, ella es conocida como una "joven prodigio" del automovilismo y (en el momento de su primera aparición) ya es una corredora de carreras precoz y experimentada, ganadora de varios premios; aun con sólo dieciséis años. Tanto ella como Michiru parecen gozar de buena posición económica, por medios no especificados. Aunque no se dice nada respecto a los familiares de ambas, Haruka afirma en el manga que las dos tienen "patrocinadores adinerados".
Asimismo, a Haruka le gustan también los videojuegos de carreras y es una excelente deportista, que practica atletismo y judo. Lleva el pelo muy corto, posee un automóvil deportivo, y le gusta vestir pantalones, camisas y sacos; lo cual en ocasiones le da una apariencia casi masculina. Por esta razón, algunas personas se confunden y creen que se trata de un muchacho. Usagi y sus amigas incluso llegan a sentir inicialmente atracción hacia ella, y solo se dan cuenta de su error algo de tiempo más tarde. Por su parte, la autora de la serie, Naoko Takeuchi, ha expresado en forma explícita que "Haruka siempre ha sido una mujer. Siempre lo será". En algunas notas preliminares, describió a Haruka como una joven algo presuntuosa, desenvuelta, ligera y divertida; que antes de convertirse en una Sailor Senshi solía ser un poco ignorante sobre la realidad del mundo. Sin embargo, a medida que avanza la serie aparece como una persona de una fuerte voluntad férrea, que puede ser testaruda, dura y radical; odia sentirse restringida y siempre trata de mostrar una actitud fría y práctica, sobre todo cuando está decidida a cumplir con sus objetivos.
Además de su relación amorosa con Michiru (Sailor Neptune), Haruka sostiene una amistad muy cordial con Setsuna Meiō (es  decir, Sailor Pluto), puesto que ellas tres trabajan juntas como parte de un equipo, las Sailor Senshi del Sistema Solar Externo. Al final de la tercera temporada, con la muerte de Sailor Saturn y su posterior renacimiento como una bebé recién nacida, ellas tres hacen un voto de convertirse en su nueva familia para cuidar de esta. En la última temporada también se ve que Haruka puede llegar a ser muy celosa y sobreprotectora; como por ejemplo cuando uno de los Three Lights, Seiya Kou, despierta su hostilidad al acercarse a Usagi o a Michiru.
La personalidad de este personaje, más su forma de ser dibujada, la han convertido en un ícono de la ficción de transgresión de género y del manga de estilo yuri. Lo último se debe, entre otras cosas, a que en algunos capítulos coquetea con Usagi, creando fricciones con el novio de ella, Mamoru Chiba. En el manga incluso llega dos veces a besarla. Su relación romántica con su compañera Michiru, es decir Sailor Neptune, fue confirmada con el correr de los capítulos y por las declaraciones posteriores de la autora Naoko Takeuchi. Mientras asiste al colegio Mugen (conocido también como el colegio Infinito), a pesar de ser mujer, Haruka aparece casi siempre vistiendo el uniforme escolar masculino. En la última temporada del manga, comienza a vestir el uniforme femenino una vez que ella y su inseparable compañera Michiru se transfieren a la misma escuela que Usagi, Ami, Makoto y Minako (las guerreras del Sistema Solar Interno). También es entonces cuando se une al club de atletismo. En la versión del manga, sin embargo, aparece vistiendo vestidos y otra ropa femenina de forma más frecuente que en la versión del anime. 
Los dos kanji en el nombre Ten'ō, su apellido, se pueden traducir como "cielo" (天 ten?) y "rey" (王 ō?); es decir "Rey del Cielo". Juntos, estos forman gran parte del nombre del planeta Urano en japonés, Ten'ōsei. Su apellido a veces es incorrectamente escrito como Tennō, el cual es casualmente una forma más común de escribir en japonés el nombre del planeta Urano, pero en el manga invariablemente se escribe como Ten'ō, por medio de furigana. El nombre de Haruka está escrito en hiragana como "Haruka" (はるか haruka?), por lo tanto su significado no es inherente; pero la palabra en sí misma significa "distante". El nombre que se le dio en la traducción inglesa del animé, "Amara", se deriva de la palabra griega αμαραντος, amarantos, que significa "eterno" o "imperecedero". En 1998, las muñecas de Haruka vendidas por la compañía Irwin Toys en Canadá venían dentro de paquetes que les daban el nombre de Corinn. En la publicación del manga realizada por Mixx (ahora Tokyopop), este personaje fue una vez denominada como Alex; Mixx después admitió que esto había sido un error, y volvió a corregir su nombre con la traducción original.

## Biografía
| “                                                                  | Formó parte de una nueva era. Mi planeta guardián es Urano, el planeta del viento; soy Sailor Uranus y entraré en acción. | ” |
| —Sailor Uranus, primera frase de presentación en la serie animada. | |   |

El personaje de Haruka Ten'ō aparece en la serie a partir de la tercera temporada, cuando conoce a Usagi (Sailor Moon) y a sus amigas por primera vez en el salón de videojuegos Crown. Este lugar, el mismo donde trabaja Motoki Furuhata, es donde a Haruka le gusta jugar a los videojuegos de carreras. 
En la adaptación del anime de los años 90 (Sailor Moon S), Haruka desafía a la compañera de Usagi, Minako Aino, a competir una carrera en un videojuego y la vence muy fácilmente. Luego se retira, no sin antes decirle a Usagi que competirá con ella la próxima vez que se encuentren. En la versión equivalente del manga y en Sailor Moon Crystal, en cambio, Haruka y Usagi se conocen cuando esta última se dispone a probar el videojuego y, mientras lo está jugando, escucha una voz desconocida que le dice que no tenga miedo de la velocidad y que la anima a tratar de ganar. Escuchando el consejo, Usagi logra acelerar la velocidad de una forma inesperada que sorprende a sus amigas. Una vez que finaliza el juego, al mirar a su alrededor ve que la dueña de la voz (que le dio el consejo) es Haruka.
Solo en el anime de los años 90 se cuenta que Haruka llega a recordar su pasado y convertirse en justiciera gracias a la ayuda de Michiru, es decir Sailor Neptune. Sin embargo, según todas las versiones, en el momento en que Usagi y las demás se encuentran con ellas por primera vez, Haruka y Michiru ya se dedican secretamente a combatir el mal; usando para ello las identidades heredadas de sus existencias previas como Sailor Senshi. Ambas asisten inicialmente al Colegio Mugen, conocido a veces como Colegio Infinito, donde también estudia Hotaru Tomoe. Ellas dos estudian allí como parte de su estrategia de mantener vigilados a los Death Busters. Bajo la identidad de Sailor Uranus, ella combate a un grupo de mujeres malévolas aliadas de los Death Busters, las Brujas 5, con la ayuda de Sailor Neptune. Su propósito es evitar que éstos logren que unos seres extraterrestres se apoderen de nuestro planeta. 
Al mismo tiempo, por otra parte, intentan encontrar a Sailor Saturn, la guerrera de la destrucción, quien ha reencarnado también en el siglo 20 y podría devastar el mundo si recupera los recuerdos y poderes de su vida pasada.

### Reunión con las otras Sailor Senshi
Al principio de su aparición, tanto Sailor Uranus como Sailor Neptune se mantienen alejadas del resto de las Sailor Senshi (Sailor Moon y sus amigas; Sailor Mercury, Mars, Jupiter y Venus). En el manga, Sailor Uranus incluso aparece, inicialmente y por corto tiempo, vistiendo un traje similar al de Tuxedo Mask antes de volver a adoptar el suyo propio como guerrera; lo que causa por un período aún más confusiones respecto a su sexo. A pesar de que ambas justicieras constantemente se presentan, de manera repentina, cada vez que Sailor Moon y las demás deben enfrentar a las Brujas 5, ninguna de las dos parece dispuesta de revelarles los detalles de su verdadera misión, o el secreto de su identidad. A pesar de ello, las sospechas de Sailor Moon y su grupo se acrecientan hasta que, finalmente, son capaces de confirmar que Sailor Uranus y Sailor Neptune son, evidentemente, sus nuevas conocidas, Haruka y Michiru. 
Este par de guerreras, asimismo, repetidamente demuestra poseer métodos, estrategias y formas de pensar diferentes a los de Sailor Moon y sus cuatro amigas, las Sailor Senshi del Sistema Solar Interno. Esta es la razón por la cual, en numerosas ocasiones, expresan su deseo de mantener la distancia.

El símbolo astronómico de Urano es el símbolo de Sailor Uranus en la serie.

Finalmente, sin embargo, se revela que tanto Uranus como Neptune poseen dos de los tres talismanes cuyo poder Sailor Moon necesita para derrotar a los enemigos. Mientras el talismán de Sailor Uranus es la "Espada del Espacio", los otros dos talismanes son el "Espejo de Aguas Profundas" de Sailor Neptune y la "Piedra Roja de Granate" en el báculo de Sailor Pluto. Cuando se reúnen, estos pueden invocar el Santo Grial o Copa Lunar, un objeto que otorga a Sailor Moon nuevos poderes para vencer a los Death Busters y a las Brujas 5. En la tercera temporada del primer anime, éstos talismanes solo sirven para hacer aparecer la Copa Lunar. Pero en el manga, también sirven además para invocar a la destructora Sailor Saturn, un poder especial que al principio Sailor Uranus teme. Por otra parte, si bien en Sailor Moon S Sailor Uranus no se entera hasta mucho más tarde de que ella lleva ese talismán consigo, en la versión del manga ella siempre está consciente de ello, e incluso hace uso de la espada mucho antes de que Sailor Moon se entere de que esta es un talismán.
Cuando se descubre que la reencarnación de Sailor Saturn es una joven llamada Hotaru Tomoe, esta al final se convierte en su aliada, a pesar de los previos temores de algunas de las otras Sailor Senshi. Como se descubre que Setsuna Meiō es, también, Sailor Pluto; todas las Sailor Senshi del Milenio de Plata están, al fin, reunidas. Hotaru muere mientras les ayuda a derrotar a los extraterrestres, tras lo cual regresa al poco tiempo como una bebé recién nacida a la que Sailor Uranus, con la ayuda de Sailor Pluto y Sailor Neptune, toma bajo su cuidado. A partir de entonces, Hotaru se convierte en la hija adoptiva de ellas tres en sus identidades civiles de Haruka Ten'ō, Michiru Kaiō y Setsuna Meiō, y vuelve a crecer y a asumir la identidad de Sailor Saturn para pelear a su lado cada vez que se enfrentan a un nuevo enemigo. 
Así es como, después de haber resuelto sus diferencias, Sailor Uranus, Neptune, Pluto y Saturn se convierten en un equipo. Luego de las Brujas 5 y los Death Busters, las cuatro ayudan a Sailor Moon y a sus amigas a derrotar a otros dos antagonistas: el Circo Dead Moon y luego Sailor Galaxia. Sailor Galaxia y sus seguidoras logran matar a algunas de las Sailor Senshi, entre las que se encuentra Sailor Uranus. A pesar de eso, una vez que Sailor Moon logra vencer a Sailor Galaxia, Sailor Uranus y las demás son resucitadas gracias al poder de sus semillas estelares o cristales sailor.

## Aspectos y formas
Debido a que Haruka Ten'ō es un personaje con diferentes encarnaciones, poderes especiales y transformaciones, y una vida más larga de lo normal que abarca desde la era del Milenio de Plata hasta el siglo XXX, ella asume diferentes aspectos e identidades a medida que la serie avanza.

### Sailor Uranus
Sailor Uranus se describe a sí misma como la Guerrera del Vuelo, quien carga la protección del planeta del Cielo. Es la identidad de Haruka como guerrera Sailor Senshi. Como el resto de las justicieras del equipo, lleva un uniforme similar a un sailor fuku y combate el mal por medio de una facultad mística conectada con un planeta o astro específico. El uniforme de Sailor Uranus se destaca por tener el cuello de marinero, la falda y las botas de color azul, además de sus moños de color amarillo. Sailor Uranus proviene del planeta Urano y es una de las ocho guerreras que siguen a Sailor Moon, la protagonista. También es, junto a Sailor Pluto, Neptune y Saturn, una de las cuatro guerreras del Sistema Solar Externo, que protegen al reino del Milenio de Plata de amenazas del espacio exterior desde tiempos antiguos.
A medida que se hace más fuerte mientras avanza la serie, Sailor Uranus obtiene poderes adicionales. En ciertos momentos clave, su uniforme cambia para reflejar esto, adoptando apariencia similar al uniforme de Sailor Moon. La primera vez que ella y las demás reciben nuevos poderes, éste adopta una apariencia similar al de Super Sailor Moon, y la segunda vez, solo en el manga, una similar al de Eternal Sailor Moon.

#### En el Milenio de Plata
Haruka es, como el resto de las protagonistas, la reencarnación de una de las ocho guerreras que vivieron para proteger este reino en su vida pasada. En esos tiempos, cada planeta del Sistema Solar poseía una guerrera Sailor Senshi que lo protegía, y todas estas guerreras se unían para proteger en conjunto a todo el Sistema Solar. A su vez, las guerreras se subordinaban a la autoridad de la dinastía real del Milenio de Plata, es decir la familia real de la Luna, quienes eran los guardianes más abnegados y poderosos de todo el Sistema. 

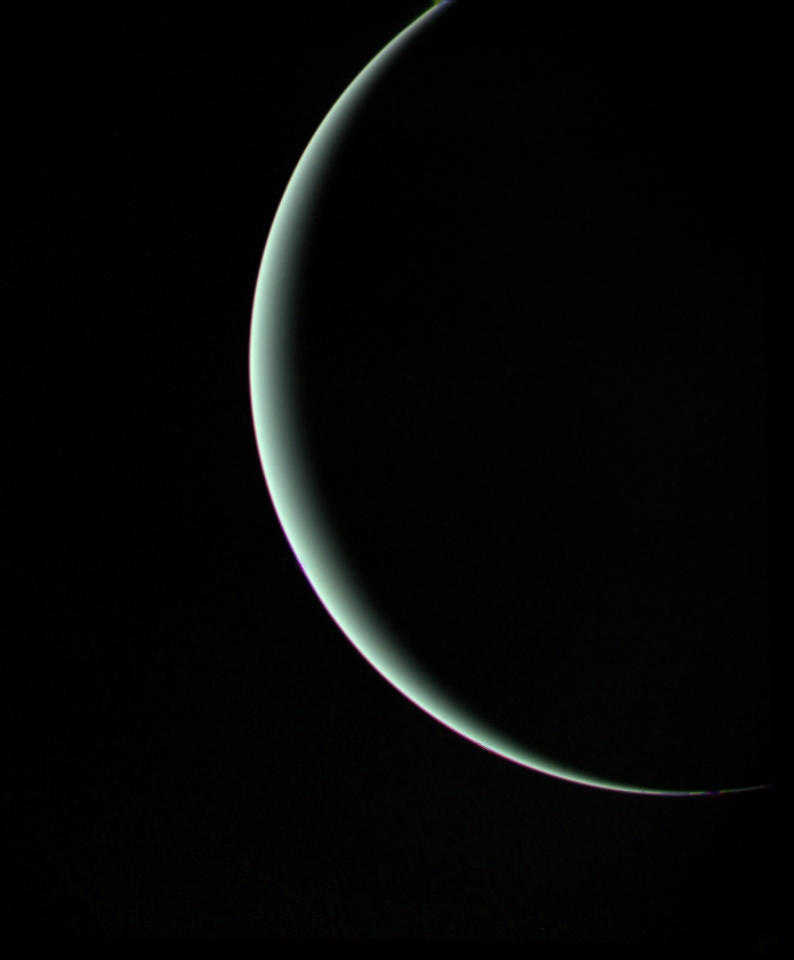
Urano, el planeta natal de Sailor Uranus.

Según el anime de Sailor Moon S, en su vida anterior como Sailor Uranus, Haruka vivía en el Milenio de Plata junto a sus compañeras, las otras guerreras. Una vez que éste fue reino destruido, todas renacieron en la Tierra del siglo 20 junto con Serenity, la princesa del Milenio de Plata, y su corte. En el manga y en Sailor Moon Crystal, en cambio, Sailor Uranus, Neptune, Pluto y Saturn (las cuatro guardianas del Sistema Solar Externo) no vivían en el Milenio de Plata, sino que lo protegían, así como también al resto de los planetas del Sistema, desde la distancia. Mientras que Sailor Pluto estaba custodiando la Puerta del Tiempo y Sailor Saturn se encontraba sumida en un sueño perpetuo hasta que se requiriera su presencia, Sailor Uranus y Sailor Neptune se hallaban vigilando las fronteras del Sistema Solar desde sus planetas respectivos, Urano y Neptuno. Ellas vigilaban que ningún invasor entrara desde afuera a atacar al resto de los planetas, incluida la Tierra, o a atacar el reino del Milenio de Plata que se encontraba en la Luna.
También se cuenta en el manga que Sailor Uranus y Neptune, al igual que Sailor Pluto, estaban obligadas a permanecer siempre en actitud de vigilancia en sus planetas o lugares designados. A pesar de que ellas se encontraban siempre lejos, vigilando esos lugares, el Milenio de Plata era el lugar que consideraban como su verdadero hogar y patria. Como no podían abandonar sus puestos, estas tres nunca podían reunirse en el mismo planeta, ni tampoco conocer a la princesa Serenity (hija de la reina Serenity) y a las otras cuatro guerreras, que vivían en el reino lunar. Pero cuando la entidad conocida como Metalia provocó una gran guerra entre la Tierra y la Luna, cada uno de los talismanes que ellas poseían se pusieron a resonar. Fue en ese momento que Sailor Pluto, Uranus y Neptune se pudieron reunir en un mismo planeta. Sin saberlo, sus tres talismanes invocaron a Sailor Saturn, quien despertó y apareció por primera vez ante ellas para acabar de destruir lo que quedaba de vida en los planetas del Sistema Solar.

#### En la historia de Sailor Moon

Imagen de las partes del uniforme de Sailor Uranus

Una vez ocurrido esto, las guerreras del Sistema Solar Externo no debían renacer en el mismo planeta para que sus talismanes no pudieran volver a resonar e invocar de nuevo a Sailor Saturn. Sin embargo las almas de Sailor Uranus, Neptune y Saturn, y más tarde también Sailor Pluto, fueron enviadas a reencarnar en el futuro, en la Tierra del siglo 20. Una vez reencarnada como persona normal con el nombre de Haruka Tenō, la renacida Sailor Uranus conoce a Michiru Kaiō quien es la reencarnación de Sailor Neptune, y juntas recuperan la memoria y poderes de su vida anterior como Sailor Senshi. A partir de entonces ellas hacen todo lo posible por proteger al planeta Tierra de cualquier amenaza. Incluso se proponen por algún tiempo eliminar a Hotaru Tomoe, la reencarnación de Sailor Saturn, antes de que ella también recupere sus antiguos recuerdos y poderes para destruir el mundo una vez más. A pesar de esto, al final Saturn no destruye el mundo sino que se convierte en su aliada. Es a partir de entonces que Pluto, Uranus, Neptune y Saturn, las cuatro guerreras del Sistema Solar Externo, se reúnen para pelear juntas y combatir el mal al lado de la protagonista, Sailor Moon.

### Princesa Uranus
En el manga, al igual que a las demás guerreras, se representa a Sailor Uranus como princesa de su planeta de origen desde los tiempos del antiguo Milenio de Plata. Como princesa, posee un palacio real en el planeta Urano, denominado castillo "Miranda", y recibe el nombre de Princesa Uranus o Princesa Urano. Para identificarse oficialmente como la princesa de su planeta, ella lleva un vestido de color azul oscuro -- Haruka aparece de este modo en el Acto 41 del manga original y en materiales adicionales.

## Poderes

### Frases de transformación
Las siguientes son las frases que Haruka Ten'ō pronuncia al transformarse en Sailor Uranus:

### Otras habilidades
Las siguientes son algunas habilidades adicionales que Sailor Uranus solo mostró en el manga, y no en la primera versión animada: 